# 183 (číslo)
Sto osmdesát tři je přirozené číslo, které následuje po čísle sto osmdedesát dva a předchází číslu sto osmdesát čtyři. Římskými číslicemi se zapisuje CLXXXIII.

## Chemie
- 183 je nukleonové číslo druhého nejméně běžného izotopu wolframu.[1]

## Matematika
- poloprvočíslo
- deficientní číslo
- nešťastné číslo
- nepříznivé číslo

- dá se vyjádřit jako {\displaystyle n^{2}-n+1}, kde {\displaystyle n=14}.
- rozdíl dvou druhých mocnin (322-292)

## Doprava
- Silnice II/183 je česká silnice II. třídy vedoucí na trase Rokycany – Šťáhlavy – I/20 – Vodokrty – Přeštice – Merklín – Koloveč – Domažlice – I/26[2]

## Astronomie
- 183 Istria je planetka hlavního pásu.

## Roky
- 183
- 183 př. n. l.